# Kees van Nieuwenhuizen
Kees van Nieuwenhuizen (Den Haag, 21 april 1884 - Den Haag, 12 oktober 1981) was een Nederlandse voetballer.
Hij kwam uit voor Sparta Rotterdam. Van Nieuwenhuizen speelde in 1909 twee keer voor het Nederlands voetbalelftal. Naast voetballer was van Nieuwenhuizen ook deurwaarder.